# Home Before Dark (álbum)
Home Before Dark es un álbum de estudio del cantautor estadounidense Neil Diamond, publicado el 6 de mayo de 2008 por Columbia Records. El álbum recibió generalmente críticas positivas y logró una buena posición en las listas de éxitos en países como Estados Unidos, Reino Unido y Nueva Zelanda.

## Lista de canciones
Todas escritas por Neil Diamond, excepto donde se indique lo contrario.
1. "If I Don't See You Again" – 7:13
2. "Pretty Amazing Grace" – 4:53
3. "Don't Go There" – 6:04
4. "Another Day (That Time Forgot)" (con Natalie Maines) – 6:12
5. "One More Bite of the Apple" – 6:39
6. "Forgotten" – 4:22
7. "Act Like a Man" – 4:04
8. "Whose Hands Are These" – 3:12
9. "No Words" – 4:49
10. "The Power of Two" – 4:35
11. "Slow It Down" – 4:56
12. "Home Before Dark" – 6:00
13. "Without Her" (Harry Nilsson) – 4:22
14. "Make You Feel My Love" (Bob Dylan) – 4:38

### Edición de lujo
1. "Pretty Amazing Grace"
2. "If I Don't See You Again"
3. "Forgotten"
4. "The Boxer" (Paul Simon)